# Pirmasens-Land (Verbandsgemeinde)
Pirmasens-Land est une Verbandsgemeinde (collectivité territoriale) de l'arrondissement du Palatinat-Sud-Ouest dans la Rhénanie-Palatinat en Allemagne. Le siège de cette Verbandsgemeinde est dans la ville de Pirmasens qui ne fait pas partie du territoire de la Verbandsgemeinde.
La Verbandsgemeinde de Pirmasens-Land consiste en cette liste d'Ortsgemeinden (municipalités locales) :

Localisation de la Verbandsgemeinde de Pirmasens-Land dans l'arrondissement de Palatinat-Sud-Ouest

1. Bottenbach
2. Eppenbrunn
3. Hilst
4. Kröppen
5. Lemberg
6. Obersimten
7. Ruppertsweiler
8. Schweix
9. Trulben
10. Vinningen